# Ansatsuken
Ansatsuken (暗殺拳 que literalmente significa "Puño de asesinato") es un neologismo japonés usado frecuentemente en obras de ficción para describir cualquier estilo de arte marcial o técnica de lucha que ha sido desarrollado con el propósito de matar a un oponente. El término Satsujinken (殺人拳 que literalmente significa "Puño asesino") se usa indistintivamente para el mismo propósito. 

## Ejemplos en la ficción
- Hokuto Shinken de la franquicia El Puño de la Estrella del Norte, el cual es descrito como "un arte de asesinato transmitido de un maestro a un único sucesor" (一子相伝の暗殺拳, isshisōden no ansatsuken). El término Ansatsuken también ha sido utilizado para otros estilos de lucha en la serie, comúnmente por Nanto Seiken, Gento Kōken y Hokuto Ryūken.
- Tenshū, Suichū y Chishū, los 3 hijos de Zekū en Ironfist Chinmi, son conjuntamente conocidos como "Los tres hermanos del puño asesino" (暗殺拳の三兄弟, Ansatsuken no San Kyōdai), pero cada uno cuenta con su propio estilo de asesinato: Hangetsuken (半月拳, "Puño de media luna"), Sentōken (旋刀拳, "Puño cortante giratorio"), y Ryūsōken (龍爪拳, "Puño colmillo de dragón") respectivamente.
- El estilo de lucha usado por los personajes de Street Fighter, Ryu, Ken y su maestro Gouken, es descrito como "Un arte marcial con raíces de un arte asesino" (暗殺拳をルーツとした格闘術, ansatsuken o rūtsu toshita kakutō jutsu). Aunque Ansatsuken es un término japonés, ha sido utilizado sin su traducción literal en la edición de idioma inglés en Street Fighter: Eternal Challenge y en otras entregas de Street Fighter para describir un estilo de lucha.
- Gen también de la serie Street Fighter, emplea dos estilos asesinos: Mourning style (暗殺拳・喪流, Ansatsuken Sō Ryū) y Hateful style (暗殺拳・忌流, Ansatsuken Ki Ryū).
- Akuma de la serie de Street Fighter emplea un variante de Ansatsuken influenciada con una fuerza más oscura conocida como Satsui no Hado (殺意の波動, que literalmente significa "El surgimiento de la intención de matar").
- El puño gemelo de cola de escorpión (双尾蠍拳, Sōbi Sasoriken) usado por El Gado en Final Fight Revenge.
- El arte marcial practicado por Tatsuma Hiyuu en Tokyo Majin.
- El puño sombra de dragón (魔竜拳, Maryūken) en Lunar: Eternal Blue.

- Datos: Q2852435